# Barret-de-Lioure
Barret-de-Lioure település Franciaországban, Drôme megyében. Lakosainak száma 67 fő (2022. január 1.). Barret-de-Lioure Les Omergues, Ferrassières, Mévouillon, Montbrun-les-Bains, Séderon és Villefranche-le-Château községekkel határos.

## Népesség
A település népességének változása:
| Lakosok száma | 52   | 43   | 42   | 71   | 82   | 86   | 74   | 66   | 64   | 67   |
|               | 1968 | 1982 | 1990 | 2006 | 2013 | 2015 | 2017 | 2019 | 2020 | 2022 |